# Берглангенбах
Берглангенбах (нем. Berglangenbach) — община в Германии, в земле Рейнланд-Пфальц. 
Входит в состав района Биркенфельд. Подчиняется управлению Баумхольдер.  Население составляет 451 человек (на 31 декабря 2010 года). Занимает площадь 5,73 км².